# Super Maruo
《Super Maruo》是由昭和通商於1986年發行使用在紅白機平台，具有情色成份的電子動作遊戲

## 遊戲內容
作品中玩家會在全黑之遊戲背景裡操控一個貌似瑪利歐的男性角色，來追逐一位由程式控制的女性人物，而在追逐過程中會有一隻狗來妨礙玩家。當玩家成功讓男性角色接觸到女性角色時，則會出現該名女性角色脫衣或是性行為的過場圖片。
《Super Maruo》無章節劇情，除非玩家自行跳離結束，否則會不斷重覆關卡內容的遊戲。

## 反應

### 任天堂
紅白機生產商任天堂方面對於《Super Maruo》的內容無法認同，不承認此為紅白機平台下作品之一，本作因此成為了未獲許可發行的遊戲。

### 遊戲玩家
因《Super Maruo》數量稀少加上內容的話題性，使得某一片《Super Maruo》遊戲卡帶在日本雅虎上的拍賣；曾創下以高達49萬9千日圓之價格標下事跡。

## 外部連結
- MobyGames上的《Super Maruo》資料（页面存档备份，存于）（英文）